# Heligmonevra flagrans
Heligmonevra flagrans là một loài ruồi trong họ Asilidae. Heligmonevra flagrans được Walker miêu tả năm 1857. Loài này phân bố ở miền Ấn Độ - Mã Lai.